# Zoo (film, 2007)
Pour les articles homonymes, voir Zoo (film).
Pour plus de détails, voir Fiche technique et Distribution.
Zoo est un film documentaire américain réalisé par Robinson Devor, sorti en 2007.

## Synopsis
Le film raconte la vie et la mort de Kenneth Pinyan, un homme de la région de Seattle mort d'une péritonite due à une perforation du colon après une relation sexuelle anale avec un cheval.

## Distinctions
- Zoo est l'un des 16 documentaires sélectionnés pour la projection au festival du film de Sundance[1].
- Il fut également sélectionné parmi les cinq meilleurs films américains à être présentés à la prestigieuse Quinzaine des réalisateurs au festival de Cannes de 2007[2],[3].

## Festival du film de Sundance
Le film fut projeté pour la première fois au Festival du film de Sundance en janvier 2007, où il fut l'un des 16 primés sur 856 candidats et projeté lors de nombreux festivals régionaux aux États-Unis par la suite. Après Sundance, il fit également partie d'une sélections des cinq meilleurs films américains présentée à la prestigieuse Quinzaine des réalisateurs au festival de Cannes 2007,.
Le réalisateur et les producteurs de la sélection du festival décrivent le film comme :
La complète antithèse de ce à quoi l'on s'attend... Pour commencer, Zoo n'est ni graphique, ni exploiteur. Il est surtout constitué de reconstitutions, mais adoptant le point de vue des hommes « qui se sont rencontrés pendant des années sans tapage dans l'ombre du Mont Rainier », tel que le présente Devor.
J'ai esthétisé à mort la débauche - Devor.
C'était un type qui était conservateur à un moment, et ses principes ont commencé à s'envoler. Je pense que les événements du 11 septembre ont participé de façon décisive à tout cela. Mais il était aussi au centre d'un des complexes militaires les plus secrets. En même temps, il écoutait beaucoup de radios de gauche, il remettait en question tout ce dans quoi notre gouvernement était engagé, et il était en conflit éthique par rapport à son travail et à l'argent qu'il gagnait. Pour moi, c'est là que réside l'essence de la fascination pour ce sujet. - Devor, décrivant son intérêt pour le sujet du film.
Le film a été tourné en coopération avec les deux hommes qui emmenèrent Pinyan à l'hôpital, ainsi qu'avec d'autres de ses amis, dans la tentative d'explorer la vie et la mort de cet homme, mais également de ceux qui allaient à la ferme près de Enumclaw pour les mêmes raisons, au-delà de la compréhension du public et des médias. Il contient des scènes explicites d'activité sexuelle, cependant réduites à des extraits sur un petit écran de télévision.
Les juges de Sundance en ont dit que c'était un « regard humanisant sur la vie et la mort étrange d'un père de famille de Seattle, apparemment dans la norme, et qui meurt prématurément après un rapport non conventionnel avec un cheval ».
« Ils nous ont appelés et on était très intéressés par l'imagerie, la poésie, l'expérience de la forme documentaire », dit Charles Mudede, l'un des auteurs du film et éditeur à l'hebdomadaire alternatif The Stranger. « C'est indicible... Et puis étrangement, soudain, en 2005, ça devient un débat de société. Comment est-ce que ça arrive ? Comment passe-t-on de quelque chose de totalement caché aux yeux de tous, au fait que ça nous dévore et nous énerve tellement qu'on a besoin d'adopter une loi ? »

## Titre
Le titre originel du film était In the Forest There Is Every Kind of Bird (Dans la forêt, il y a toutes sortes d'oiseaux), mais est finalement sorti sous le titre de Zoo, une abréviation de zoophile, soit une personne sexuellement attirée par un ou plusieurs animaux.